# Kostel svatého Bartoloměje (Rozsochy)
Kostel svatého Bartoloměje je farní kostel v římskokatolické farnosti Rozsochy, nachází se na východním okraji obce Rozsochy nedaleko části obce Blažejovice. Kostel je pozdně barokní jednolodní stavbou s gotickým jádrem, kostel má trojboký závěr a dvě čtyřboké věže na západním nároží. Na obou stranách presbytáře jsou přistavěny patrové přístavky. Kostel je v rámci souboru chráněn jako kulturní památka České republiky. Součástí souboru je kostel, ohradní zeď, socha Archanděla Michaela, socha svatého Jana Nepomuckého a kříž. Pavel Štyl ze Žďáru nad Sázavou vytvořil papírový model kostela, který dal k dispozici ke stažení.

## Historie
Farář v kostele v Rozsochách byl poprvé zmíněn již v roce 1285, tak lze očekávat, že nějaký kostel v obci byl již v tu dobu. Výrazně upraven byl kostel v roce 1763, kdy majitel panství Maxmilián Josef Mitrovský nechal kostel přestavět do barokní podoby, v téže roce byla také obnovena farnost v obci. Původní kostel pravděpodobně v roce 1752 vyhořel a tak došlo k této úpravě. V roce 1766 pak byly úpravy téměř dokončeny a kostel byl znovu vysvěcen a v roce 1767 byly pak dokončeny veškeré úpravy a bylo rozhodnuto o tom, že kostel bude rozšířen o dvě věže. Ty byly vystavěny v období od října 1767 do následujícího roku, kdy byly zastřešeny. V roce 1766 pak také byla vysochána socha svatého Jana Nepomuckého, která je umístěna v areálu kostela, o rok později byla ke kostelu umístěna i socha Archanděla Michaela. Zřejmě v roce 1777 byl u kostela umístěn i pískovcový kříž.
V roce 1768 byly do severní věže pořízeny tři zvony, největší byl zasvěcen svatému Bartoloměji, další dva Neposkvrněnému početí Blahoslavené Panny Marie a svatým Cyrilu a Metodějovi. V roce 1889 pak věž po úderu bleskem vyhořela a zvony propadly klenbou a byly poškozeny a poslány na opravu do Brna. Dne 3. května 1916 pak byly dva zvony odvezeny, zůstal pouze ten, který je zasvěcen Neposkvrněnému početí, ten nakonec v kostele zůstal a místo něj byl odvezen pouze menší zvonek ze zvoničky nad malou vížkou nad kněžištěm. V roce 1923 pak byly pořízeny dva nové zvony. Znovu došlo k rekvizici zvonů v roce 1943, tentokrát byly odvezeny čtyři hlavní zvony a zůstal pouze nejmenší z vížky nad zvonicí. V roce 1957 pak byly pořízeny tři nové zvony.
Během první a druhé světové války byly zvony opakovaně rekvírovány, čtvrtý zvon byl do kostela pořízen v roce 2006.

## Galerie

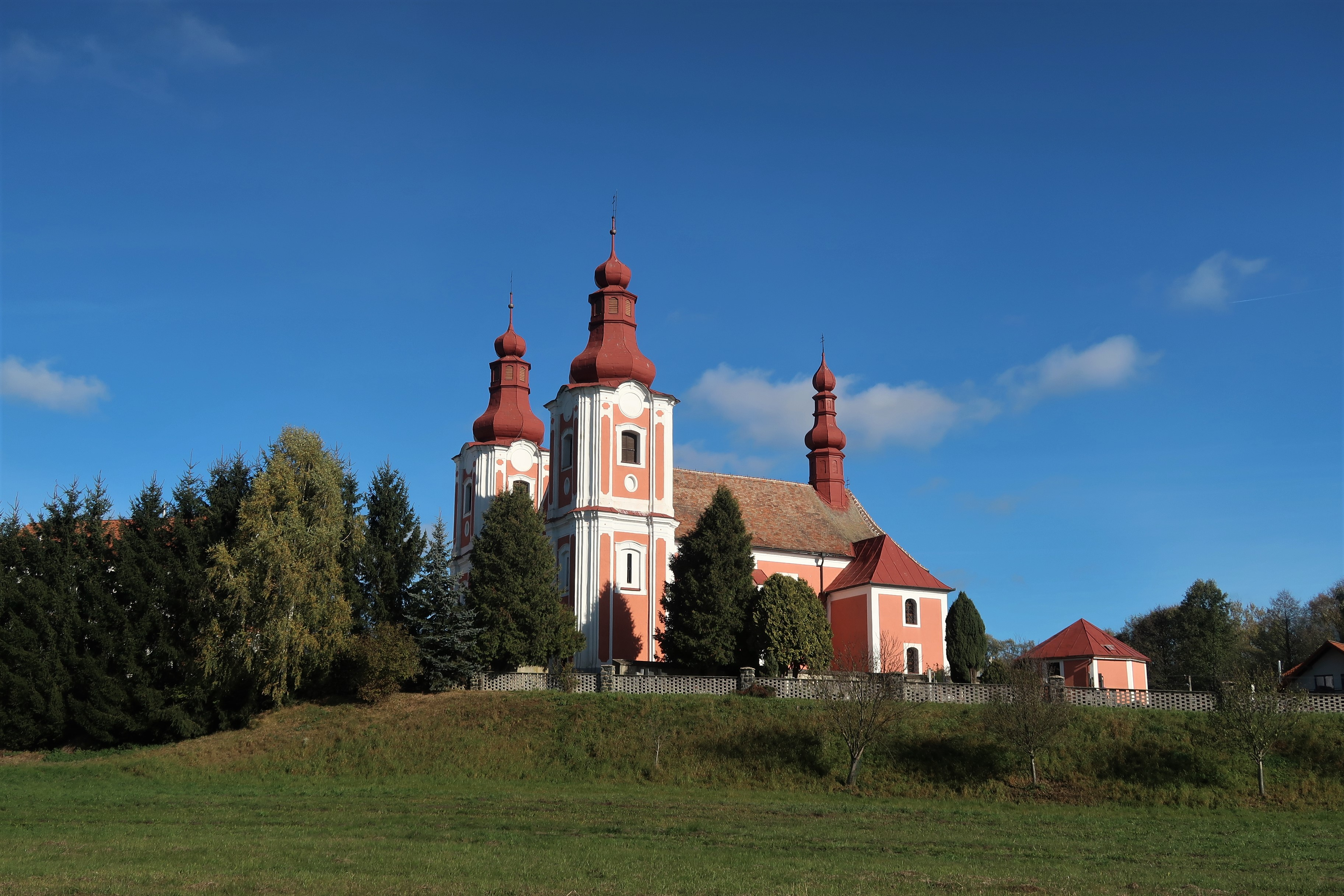
Pohled na kostel od jihozápadu
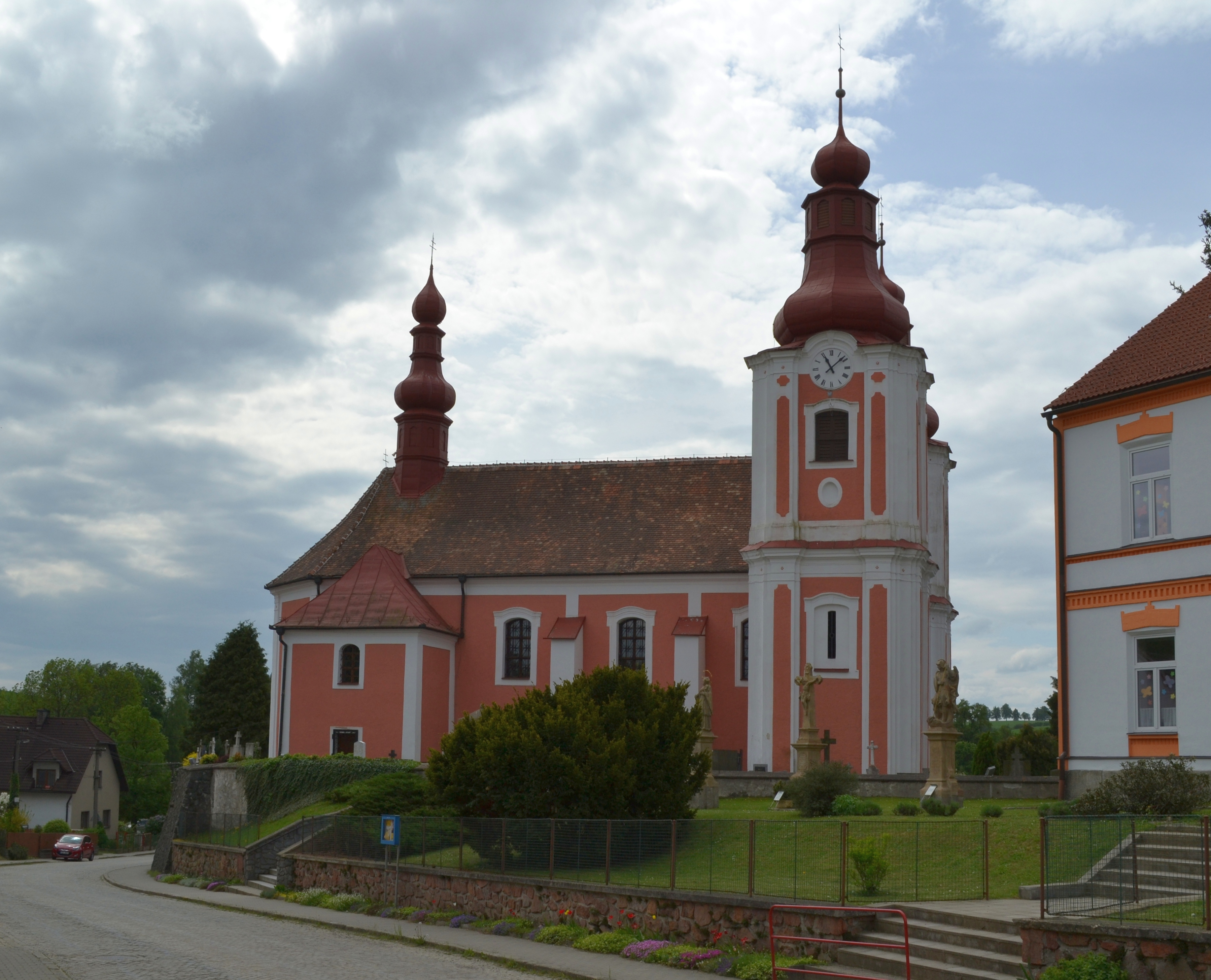
pohled od severu
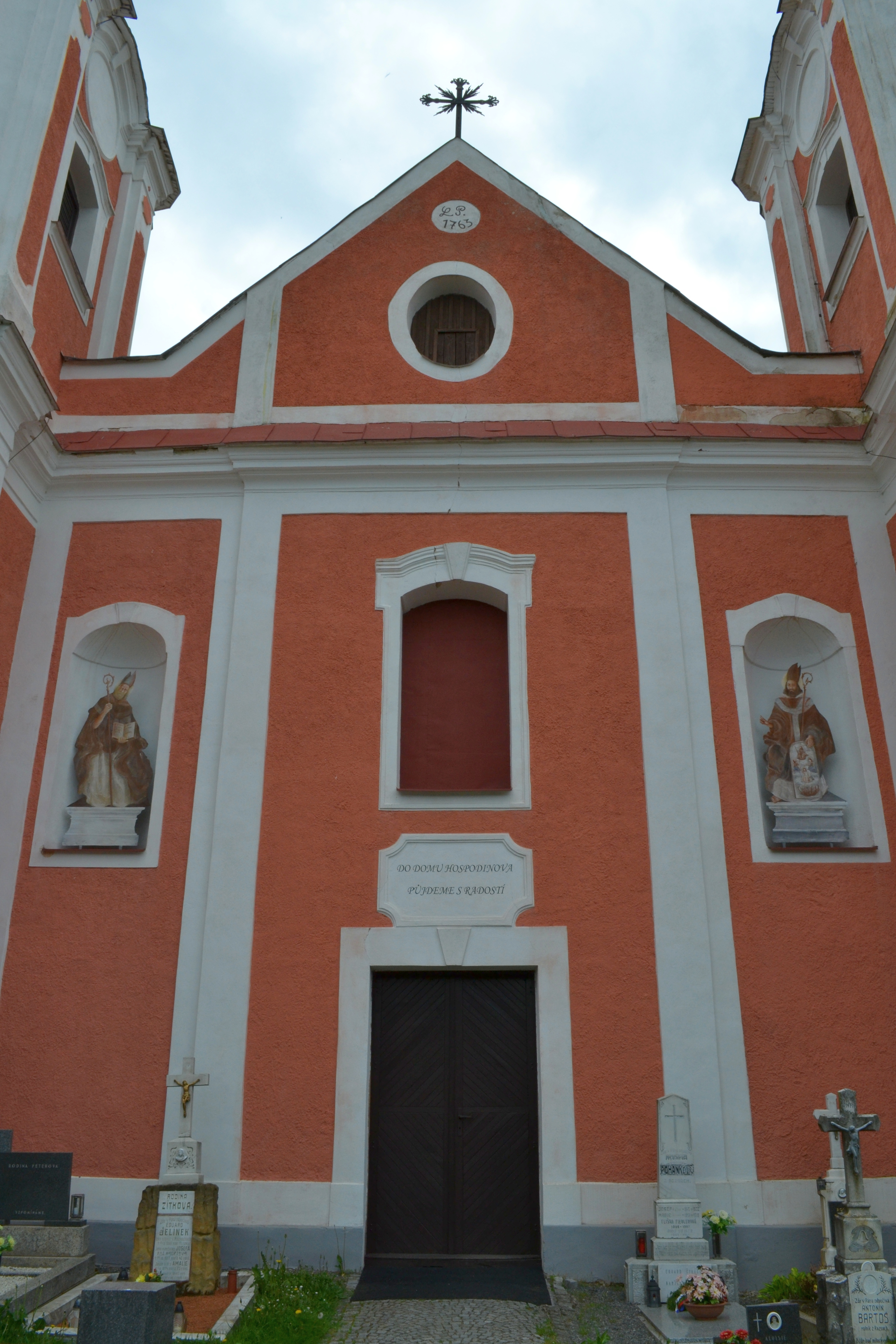
západní průčelí
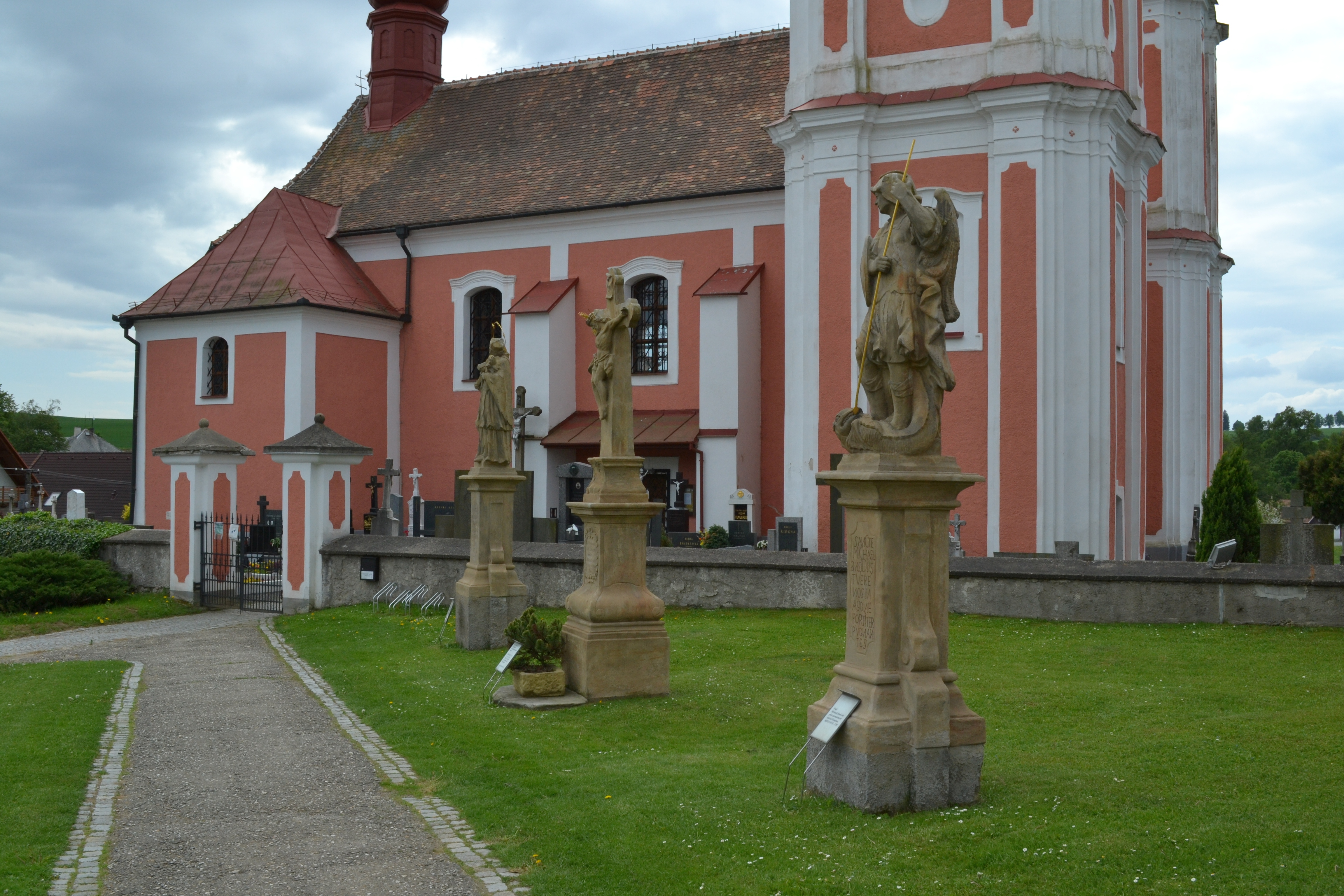
kostel a sochy
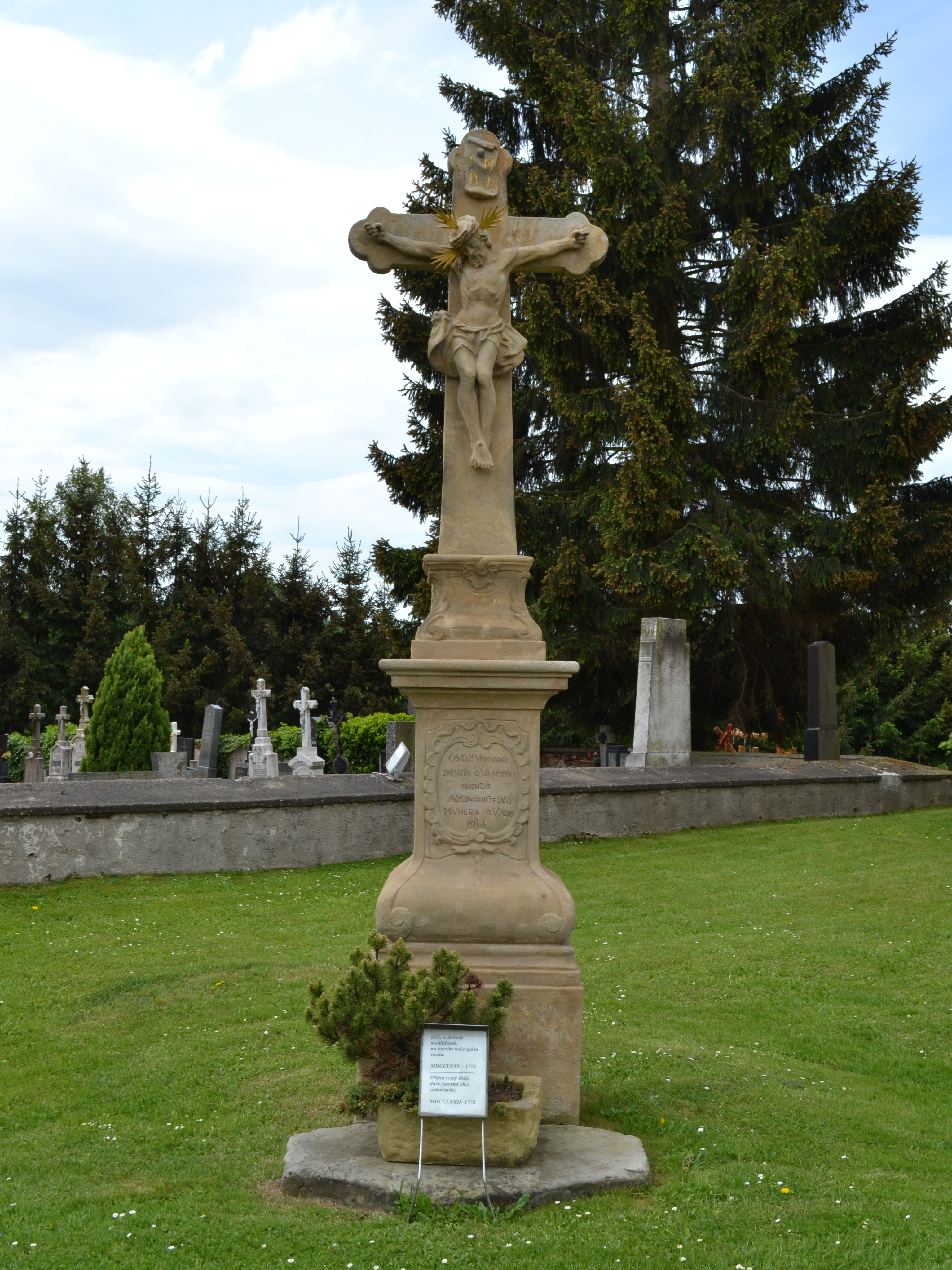
kříž u kostela
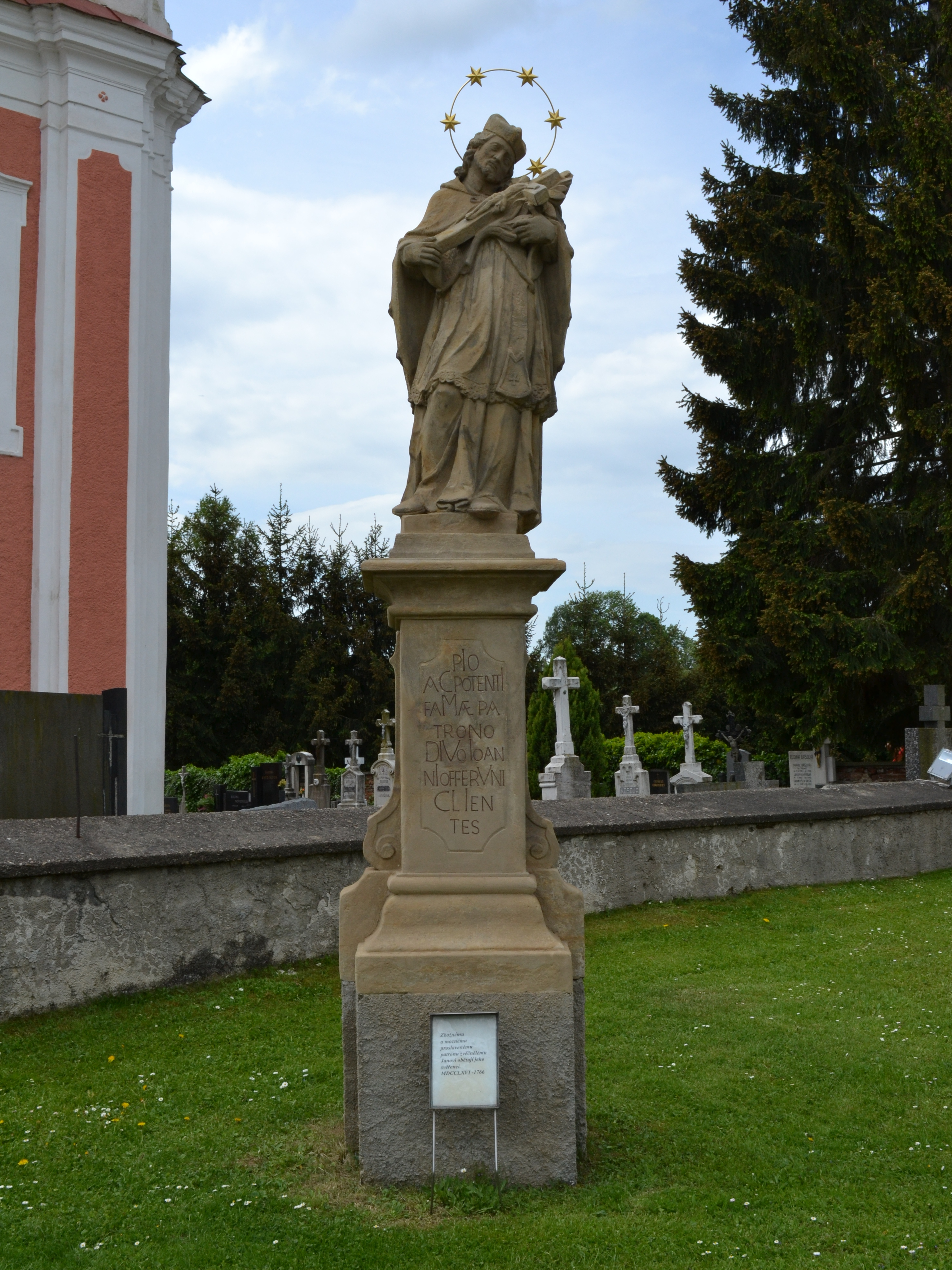
socha sv. Jana Nepomuckého
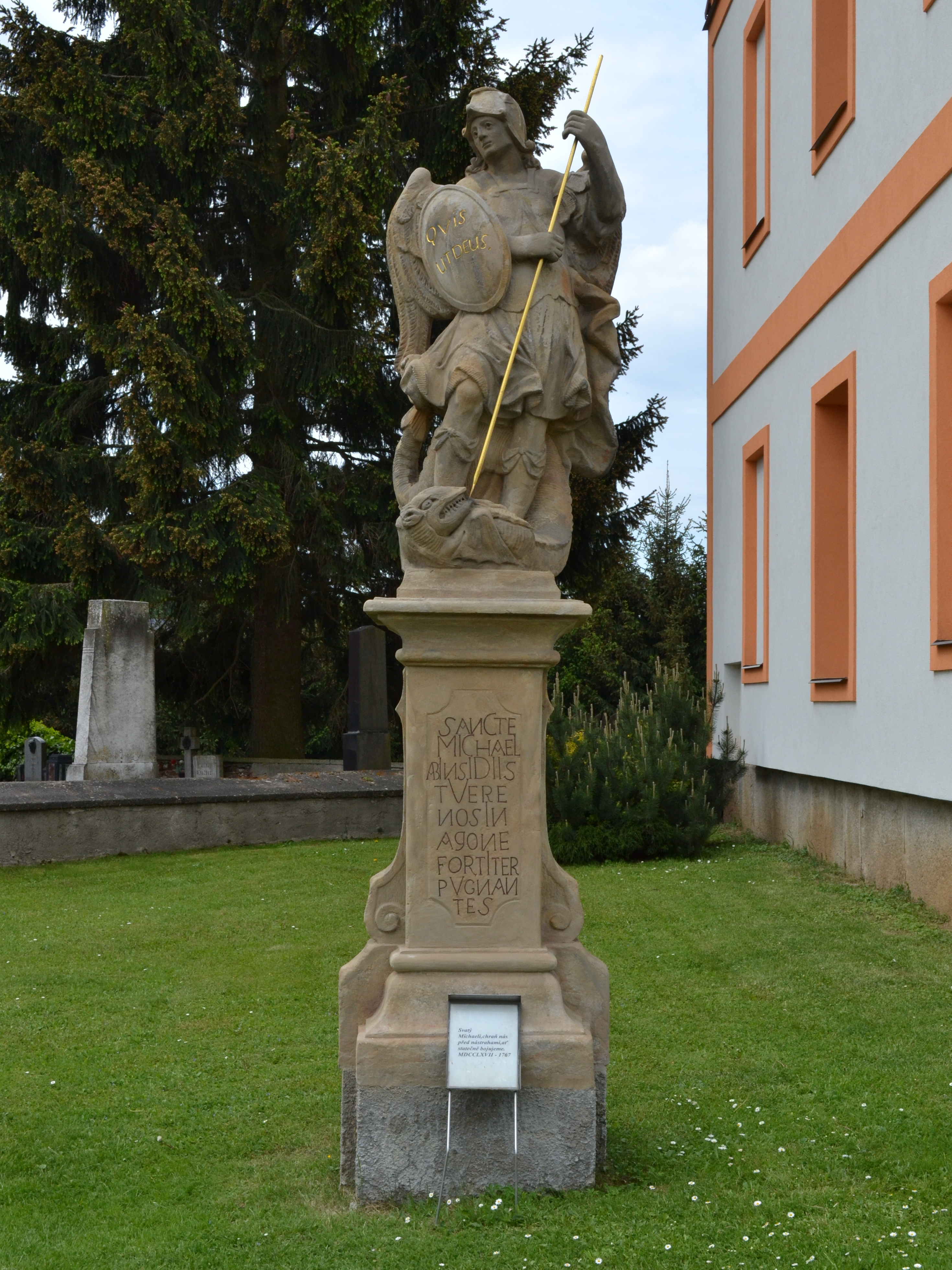
socha sv. Michaela